# Campylocera myopa
Campylocera myopa är en tvåvingeart som beskrevs av Friedrich Georg Hendel 1914. Campylocera myopa ingår i släktet Campylocera och familjen Pyrgotidae.
Artens utbredningsområde är Malawi. Inga underarter finns listade i Catalogue of Life.